# Kavinia vivantii
Kavinia vivantii är en svampart som beskrevs av Boidin & Gilles 2000. Kavinia vivantii ingår i släktet Kavinia och familjen Lentariaceae.   Inga underarter finns listade i Catalogue of Life.